# Giulia D'Abundo
Il Giulia D'Abundo è stato un traghetto, appartenuto alla Medmar dal 2003 al 2010.

## Servizio
Varato il 15 marzo 1975 nel cantiere navale Werft Nobiskrug GmbH di Rendsburg con il nome di Nils Dacke e consegnato il 26 giugno alla Svelast Ab, viene subito girato in noleggio alla Rederi Ab Öresund ed impiegato sulla Malmö-Travemünde sotto le insegne della Lion Ferry.
Il 12 ottobre 1976 prende servizio nei collegamenti tra Helsingborg, Travemünde e Malmö.
Dal 4 al 14 settembre 1978 viene noleggiato alla GT-Linien ed impiegato sulla Gedser-Travemünde.
Dal 1º gennaio 1980 torna in servizio sulla Malmö-Travemünde sotto le insegne della TT Saga.
Il 1º maggio 1982 viene noleggiato alla Brittany Ferries e, ribattezzato Quiberon, prende servizio nei collegamenti tra Plymouth, Santander, Roscoff e Cork.
Nel dicembre del 1984 passa a titolo definitivo alla Brittany Ferries.
Nel 1989 prende servizio nei collegamenti tra Plymouth e Roscoff
Il 17 luglio 1992, durante la navigazione verso Roscoff, scoppia un incendio nella sala macchine del traghetto, nel quale perde la vita un membro dell'equipaggio. Successivamente viene rimorchiato a Roscoff, dove viene riparato.
Dal 29 gennaio al 14 marzo 1993 viene impiegato come traghetto merci sulla Caen-Portsmouth.
Il 17 marzo 1999 si incaglia a Plymouth, liberandosi poche ore dopo grazie all'assistenza di un rimorchiatore.
Il 10 luglio 2002 prende servizio nei collegamenti tra Caen e Portsmouth.
A novembre 2002 viene venduto alla Linee Lauro, alla quale, terminato il servizio per Brittany Ferries il 20 dicembre, viene consegnato il 18 gennaio a Brest.
Dopo esser stato sottoposto a lavori di manutenzione nel cantiere navale di Brest, il 4 giugno esegue una traversata di prova tra Sète e Palma di Maiorca.
Nell'agosto del 2003 viene ribattezzato Giulia D'Abundo e trasferito sotto le insegne della Medmar. Da giugno 2004 opera nei collegamenti tra La Spezia, Porto Vecchio, Palau e Napoli.
Successivamente viene trasferito nei collegamenti tra La Spezia e Tunisi.
A marzo del 2006 viene noleggiato alla Euroferrys ed impiegato sulla Almeria-Nador.
Tornato dal noleggio, viene disarmato a Napoli.
Da inizio anno a settembre 2007 viene noleggiato a Trasmediterránea ed impiegato sulla Alicante-Orano.
Terminato il noleggio, viene di nuovo disarmato a Napoli.
Dopo 2 anni di disarmo, torna in servizio nell'ottobre del 2009 sulla Napoli-Trapani fino al gennaio del 2010, quando viene venduto per la demolizione.
A marzo 2010 issa bandiera di Saint Kitts e Nevis ed il 29 marzo salpa con per Alang con il nome troncato in Abundo. Giunto in India il 24 aprile successivo, viene spiaggiato e successivamente demolito.